# 윤제
윤제(尹齊, ? ~ ?)는 전한 중기의 관료로, 동군 치평현(茌平縣) 사람이다.

## 행적
본래 말단 관리였으나, 승진을 거듭하여 어사(御史)가 되어 장탕을 섬겼다. 장탕은 윤제의 청렴함과 무용을 높이 사 도적을 잡도록 하였고, 윤제는 죄인을 처형할 때에 신분의 고하를 따지지 않았다. 관도위(關都尉)로 전임된 후에는 영성보다도 잔혹하다는 평판이 있었다.
무제는 윤제가 유능하다고 여겨 그를 중위에 임명하였다. 윤제는 꾸밈 없고 강직한 자여서, 간악한 관리들은 스스로 움츠러들었지만 선량한 관리들 또한 일을 제대로 처리하지 못하게 되었다. 결국 윤제는 법에 걸려 해임되었고, 전임자인 왕온서가 다시 중위가 되었다.
왕온서가 죽고 몇 년 후 회양도위를 지내다가 병들어 죽었고, 집안에 남은 돈은 50금이 채 되지 않았다. 윤제에게 주살된 자가 회양 땅에 특히 많아, 주살된 자의 유족들이 시신을 불태우려 하니, 아내가 시신을 들고 달아나 장사지냈다.

## 출전
- 사마천, 《사기》 권122 혹리열전
- 반고, 《한서》 권90 혹리전

| 전임 왕온서 | 전한의 중위 기원전 114년 ~ 기원전 113년 | 후임 왕온서 |